# Naufraga hexachaeta
Naufraga hexachaeta är en tvåvingeart som först beskrevs av Octave Parent 1933.  Naufraga hexachaeta ingår i släktet Naufraga och familjen styltflugor. Inga underarter finns listade i Catalogue of Life.